# 达特茅斯学院
达特茅斯学院（英語： /ˈdɑːrtməθ/ DART-məth），是一座位于美国东北部新罕布什尔州汉诺威鎮的一所私立大学，是常春藤聯盟成員。该校建于1769年，是美国的9所殖民地学院之一。
它的校區坐落在康涅狄格河河谷之中。數百年來培育了許多知名校友，其中包括62位羅德學者、100多位美國參議院和衆議院議員、22位美國州長、3位諾貝爾獎得主以及其他許多學界、政界和商界領軍人物。

## 歷史

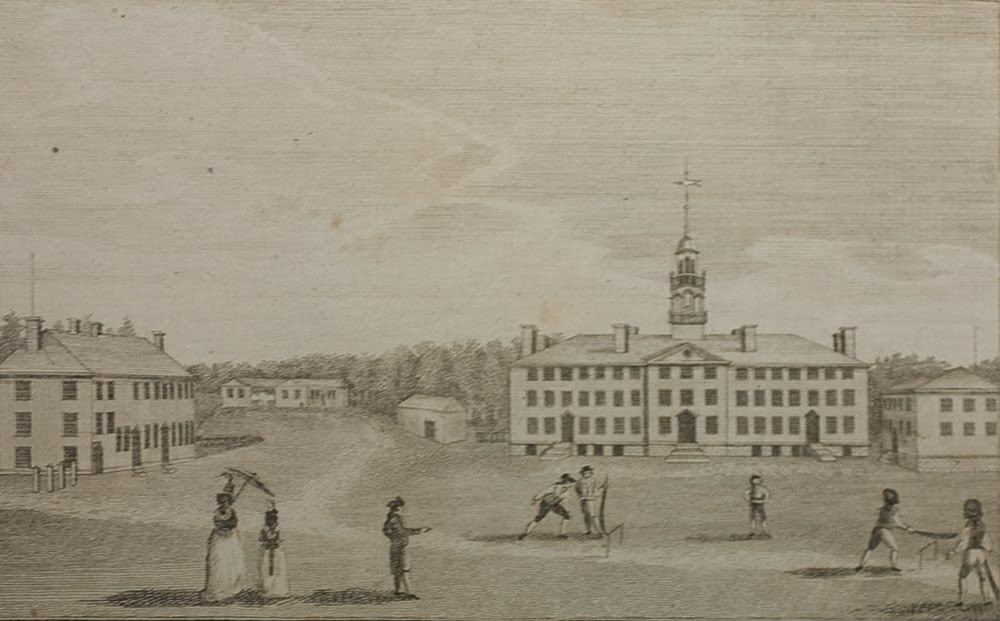
現存最早的達特茅斯學院風景圖，1793年

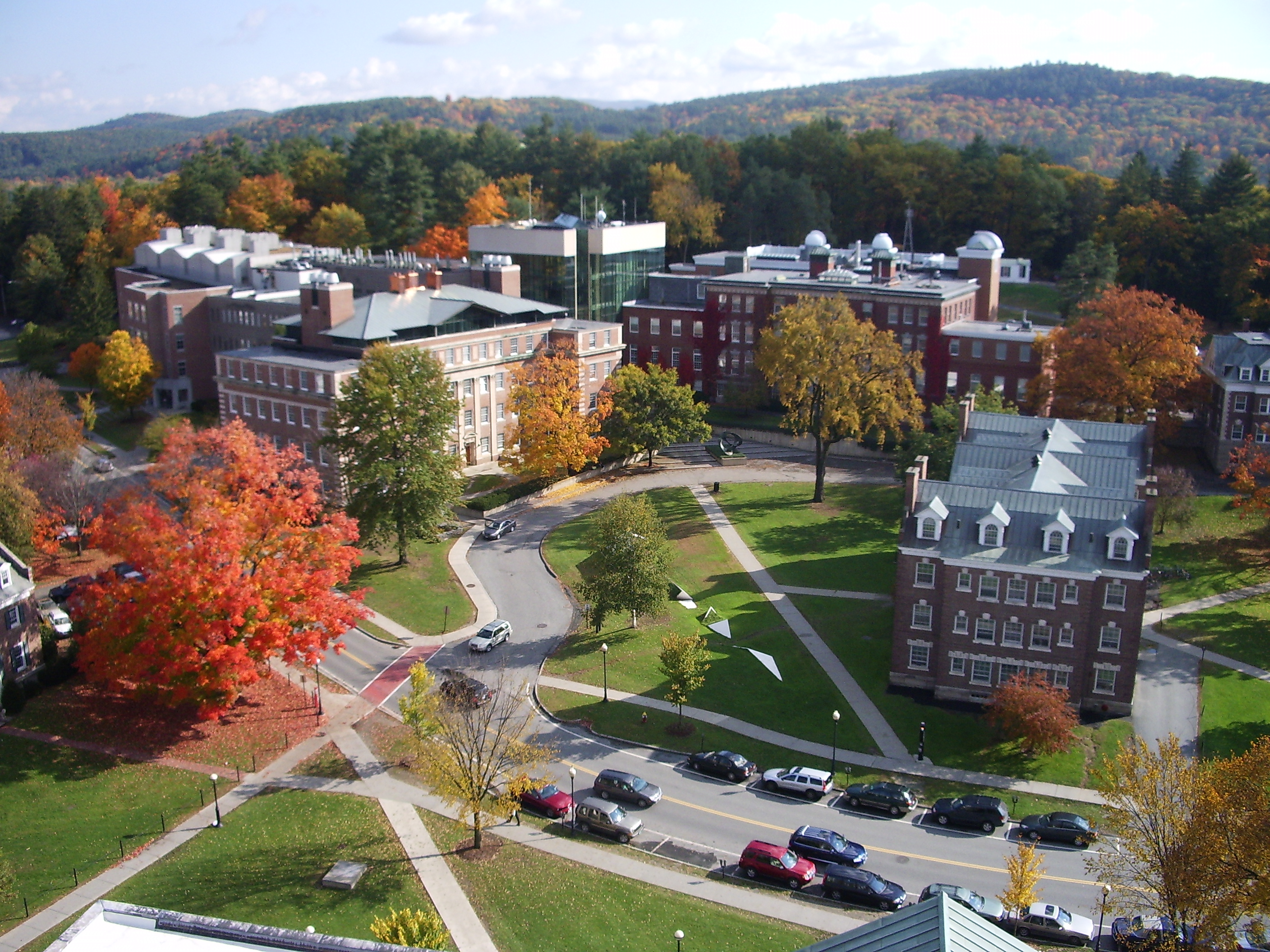
達特茅斯學院

達特茅斯學院的創始人是公理會的神職人員埃利埃泽·惠若克，他想要創建一所向美國原住民傳道的學校。他的這一想法來自其于1743年至1747年間教授的莫西干學生萨姆森·奥科姆，後者又曾向長島的蒙托克人傳教。
惠若克在1755年左右于康涅狄格黎巴嫩成立了摩爾慈善學校（Moor's Charity School），這就是達特茅斯學院的前身。該學院辦學還算成功，但是缺乏資金，爲此惠若克還曾向他的朋友們借錢。萨姆森·奥科姆也曾在1766年前往英格蘭為他籌款。這些款項則有一個基金會來統籌。
因爲學院距離原住民部落比較遠，所以後來惠若克將其搬到了新罕布什尔省（今新罕布什尔州）汉诺威。時任新罕布什尔省總督約翰·溫特沃斯爵士（Sir John Wentworth, 1st Baronet）為其提供了土地，新學院因此得以在1769年12月13日建成，這位總督同時也以英王喬治三世的名義為學院頒發的正式的許可狀。學校的名字則來自于第二代達特茅斯伯爵威廉·萊格，他曾是惠若克的支持者，但後來轉而反對學院的成立，實際也從未向學院捐款。達特茅斯學院由此成爲美國殖民時代第九個、也是最后一個成立的高等教育機構。1771年該學院頒發了第一個學位。
因爲原來的慈善學校收傚甚微，惠若克決定新學院將主要為白人提供教育。奥科姆對此很是失望，於是離開漢諾威前往紐約，建立了名為“Brothertown Indians”（印第安兄弟鎮）的組織。
1819年發生達特茅斯學院訴伍德沃德案。起因是1816年新罕布什尔州試圖修改學院憲章使其成爲公立學校，並且在次年于漢諾威成立了所謂的達特茅斯大學（Dartmouth University），佔據了達特茅斯學院的建築，而學院反而不得不在附近租房子繼續教學。1801屆的學院畢業生、後來的美國國務卿丹尼爾·韋伯斯特向美國最高法院遞交訴狀，指控這一修正違法，從而扭轉了局面。庭上他說過的一句話後來廣為流傳：“先生，它正如我所說是一所小學院，然仍有人對它滿懷熱愛”。
19和20世紀之交時該學院的學術漸漸得到全國的認可，資金也開始漸漸充裕起來。1893年至1909年擔任校長的威廉·朱厄特·塔克對學院組織和設施進行了大規模改革，20座新的建築建了起來，同時教員和學生人數也擴大了三倍。因此塔克可以說是學院中興的功臣。隨後的兩位校長厄内斯特·福克斯·尼科森（1909–16）與厄内斯特·馬丁·霍普金斯（1916–45）在他的基礎上繼續深化改革，並于1920年代引入了選擇性錄取的制度。校長约翰· 斯隆·迪基（1945-70）加強了學院在文科領域（特別是公共政策和國際關係）的優勢。二戰期間，達特茅斯學院加入了V-12海軍學院培訓計劃，為學生提供海軍培訓。
1970年约翰·凯梅尼成爲校長，任内的1972年開始接受女性作爲全職本科生入學。同時，他啓動了“達特茅斯計劃”（Dartmouth Plan），鼓勵更多學生入學。1988年校歌從《Men of Dartmouth》改爲《Dear old Dartmouth》。
21世紀的頭十年，學院開始擴張，新增了兩座宿舍。2009年7月1日金墉出任第17任校長，成爲常春藤學校的首位亞裔校長。2010年5月該學院加入昴宿星大学联盟。2023年，学院即将迎来历史上第一位女校长希恩莉亞貝洛克。

## 學術
達特茅斯學院在很大程度上算是一座文理學院，提供四年制的文學士和工學學士學位，學院共有39個部門、57個專業。其中尤以政治學突出，經濟學也是較爲出色的專業之一。新英格蘭大學出版社由達特茅斯學院主辦。

## 争议
據2014年《赫芬頓郵報》報道，達特茅斯學院是全美大學中強姦案報案數第三高的學校。該大學的兄弟會因濫用毒品和藥物而臭名昭著，也因此多次遭到警方搜查。很多起性騷擾案也與其有關。

## 延伸閱讀
- Behrens, Richard K., "From the Connecticut Valley to the West Coast: The Role of Dartmouth College in the Building of the Nation," Historical New Hampshire, 63 (Spring 2009), 45–68.
- Chase, Frederick; John King Lord.  1. Concord, N.H.: J. Wilson, The Rumford Press. 1913. OCLC 11267716. (Read and download public domain copy via Google Books （页面存档备份，存于）.)
- Drake, Chuck.  Fifth. Dartmouth Outing Club（英语：Dartmouth Outing Club）. 2004.
- Graham, Robert B. . Dartmouth Bookstore. 1990.
- Glabe, Scott L. . College Prowler. 2005. ISBN 978-1-59658-038-1.
- Hughes, Molly K.; Susan Berry. . Enfield Books. 2000. ISBN 978-1-893598-01-0.
- Richardson, Leon B. . Dartmouth College Publications. 1932. OCLC 12157587.
- Listen, Look, Likeness: examining the portraits of Félix de la Concha （页面存档备份，存于） 2009 ArtsEditor.com article

## 外部連結
- 维基共享资源上的相關多媒體資源：达特茅斯学院
- 维基语录上有关达特茅斯学院的语录
- 官方网站
- Dartmouth Athletics website （页面存档备份，存于）